# Julián Speroni
Julián Maria Speroni (Buenos Aires, 18 de maio de 1979) é um futebolista argentino que atua como goleiro. Atualmente está sem clube.

## Carreira
Speroni, revelado nas categorias de base do Platense, estreou profissionalmente em 1999. Jogou apenas 2 partidas antes de mudar-se para o Reino Unido em 2001, para defender o Dundee FC. Foram 92 partidas disputadas com a camisa dos Dark Blues até 2004, quando foi contratado pelo Crystal Palace, porém jogou apenas 6 vezes na campanha que rebaixou o clube londrino à segunda divisão de 2005–06.
Após a saída de Gábor Király para o Burnley em 2007, assumiu a titularidade dos Eagles, onde permaneceria até a temporada 2014–15, quando Wayne Hennessey, até então seu reserva, assumiu a posição. A contratação de Steve Mandanda rebaixou Speroni para a terceira opção ao gol do Palace, não tendo atuado nenhuma vez em 2016–18 (foram apenas 2 jogos, ambos pela Copa da Inglaterra. Voltou a ter uma sequência de partidas na temporada seguinte, quando entrou em campo 11 vezes (pela Copa da Liga Inglesa, disputou 2 partidas).
Seus últimos jogos pelo Crystal Palace foram contra Liverpool (Premier League) e Tottenham (Copa da Inglaterra), ambos vencidos pelos Eagles. Ao final da temporada 2018–19, o Palace anunciou que Speroni não estava nos planos da equipe para a Premier League de 2019–20, encerrando uma trajetória de 405 partidas oficiais (371 na primeira e segunda divisões, 15 pela Copa da Inglaterra e 14 pela Copa da Liga) em 15 temporadas.

## Títulos e campanhas de destaque
Crystal Palace
- Championship (playoffs de acesso): 1 (2012–13)

Dundee FC
- Copa da Escócia: Vice-campeão (2002–03)